# Süddeutsche Eisenbahn-Gesellschaft

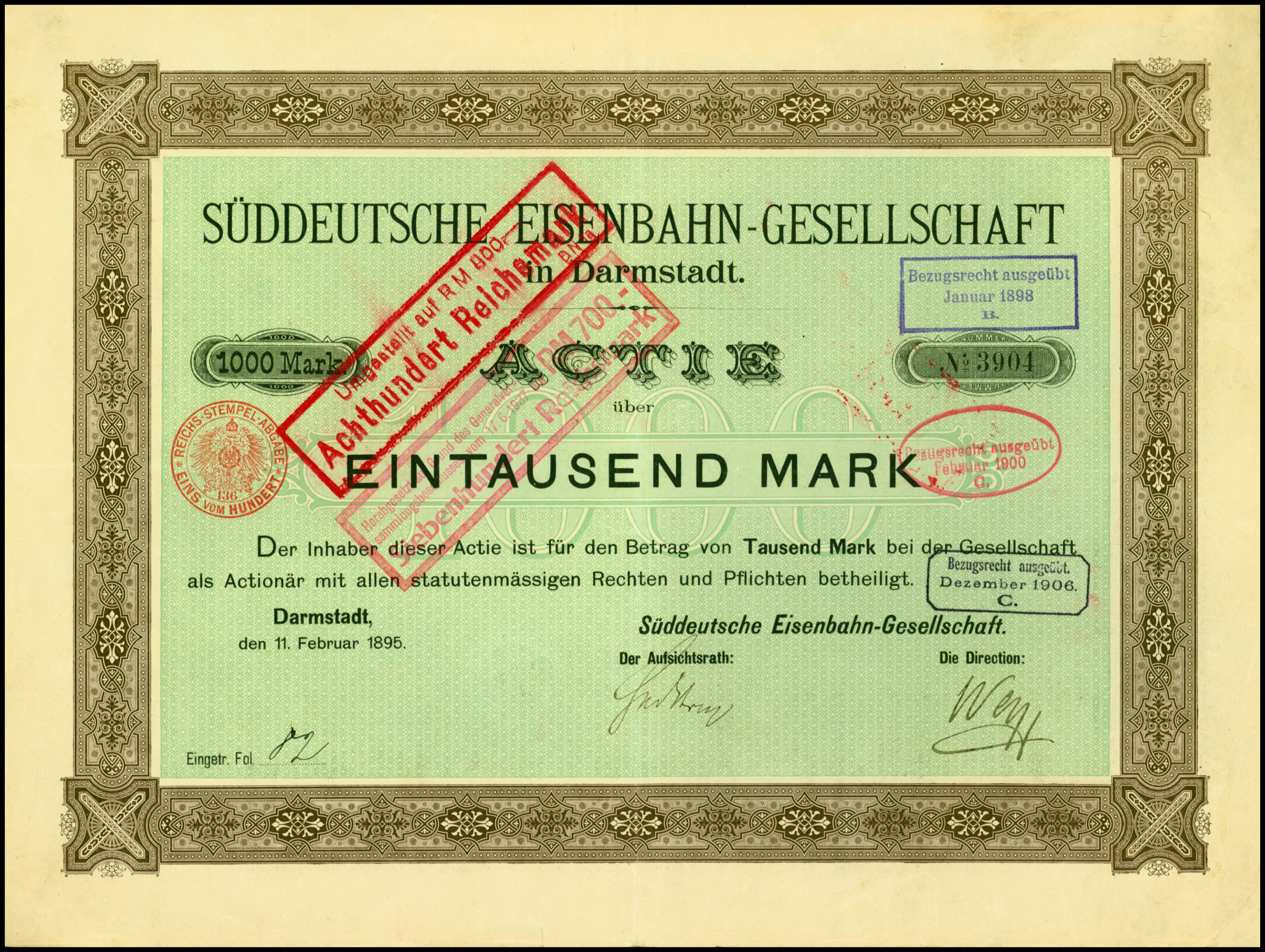
Aktie über 1000 Mark der Süddeutschen Eisenbahn-Gesellschaft in Darmstadt vom 11. Februar 1895

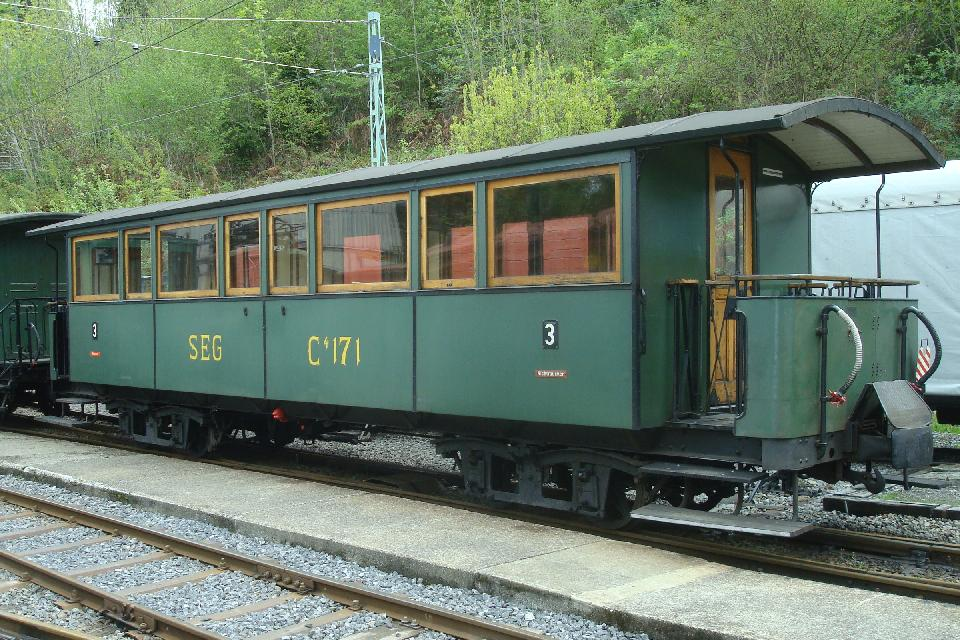
Der 1891 gebaute und 1950 modernisierte meterspurige Personenwagen C4 Nr. 171 der SEG, hier 2010 bei der Museumsbahn Blonay–Chamby. Die Form der Beschriftung ist unhistorisch

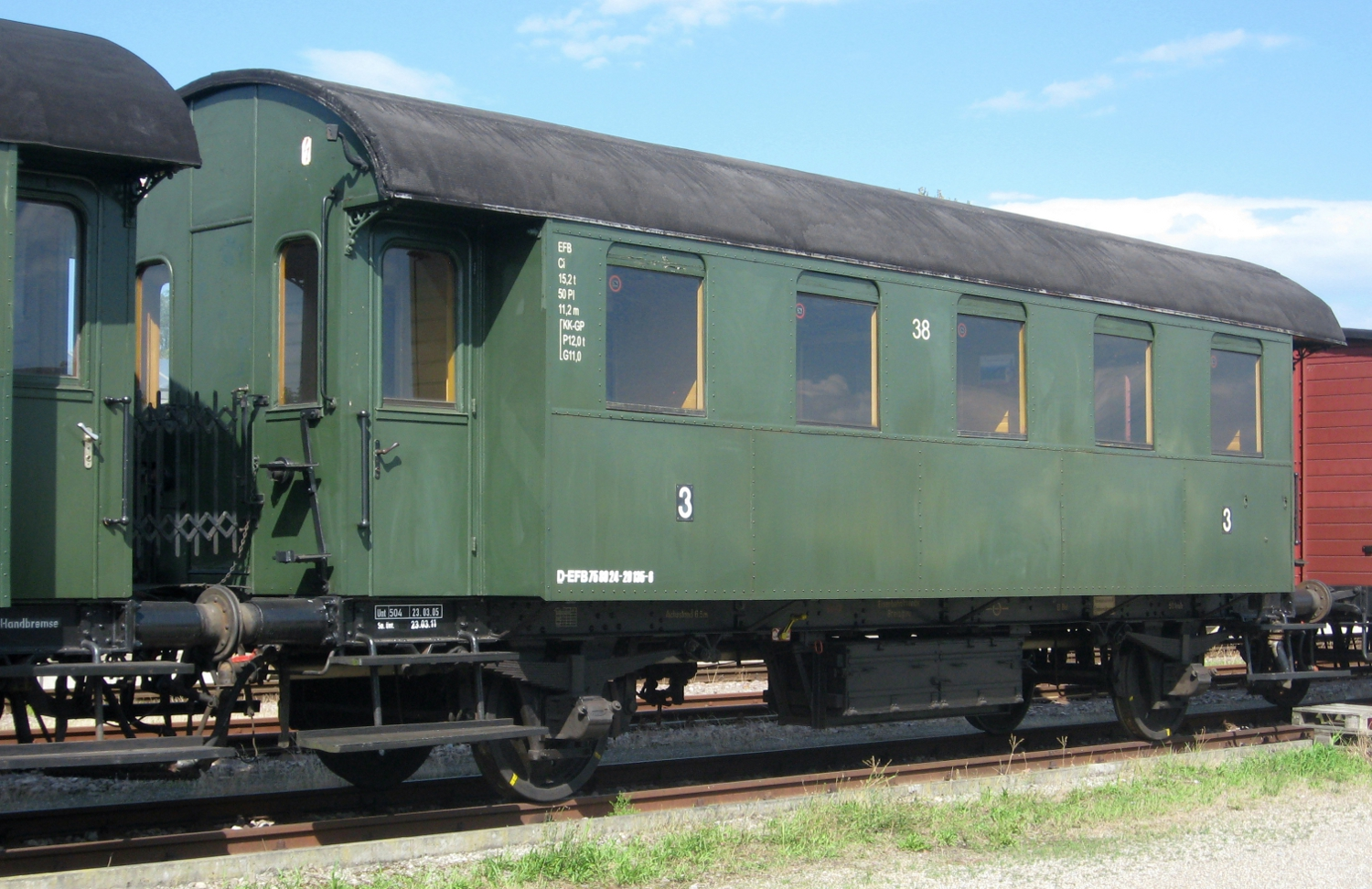
Die SEG beschaffte 1926 eine Serie von 23 Personenwagen 3. Klasse bei der Waggonfabrik Gastell, von denen u. a. EFB Ci 38 beim Museumsdampfzug Rebenbummler auf der Kaiserstuhlbahn erhalten blieb

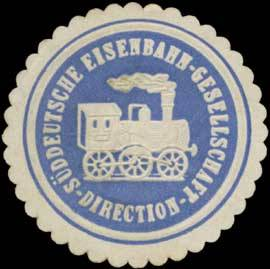
Siegelmarke der Süddeutsche Eisenbahngesellschaft

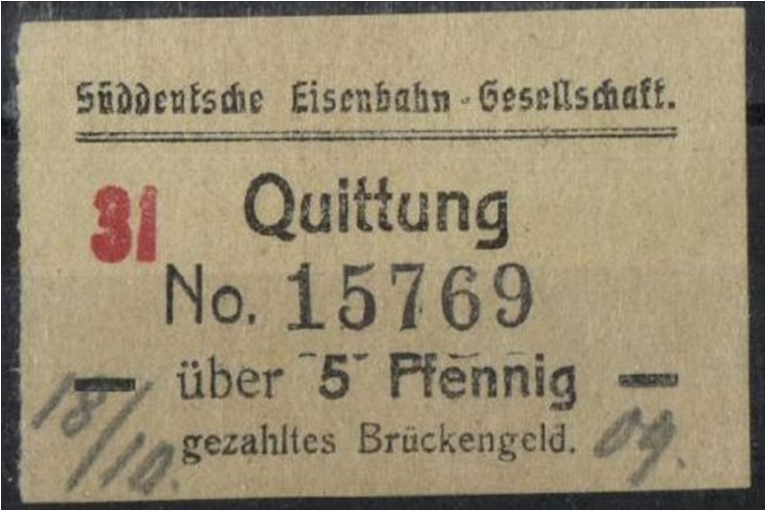
Quittung (1909)

Die Süddeutsche Eisenbahn-Gesellschaft AG (SEG) wurde am 11. Februar 1895 in Darmstadt gegründet. Sie entstand durch den Zusammenschluss verschiedener Straßenbahnen und Nebenbahnen, die sämtlich der Centralverwaltung für Secundairbahnen Herrmann Bachstein des Eisenbahnunternehmers Herrmann Bachstein (1834–1908) unterstanden. Zunächst übernahm die SEG Strecken in den heutigen Ländern Nordrhein-Westfalen, Thüringen, Rheinland-Pfalz und Hessen, am 8. Dezember 1897 folgte die Erweiterung nach Baden. Bis auf die Essener Straßenbahn, die sich zum wirtschaftlich stärksten SEG-Betrieb entwickelte, wurden alle Straßenbahnunternehmen nach und nach abgestoßen. Nach Verstaatlichung der Thüringer Betriebe 1949 sowie nach Abgabe aller restlichen Strecken in Rheinland-Pfalz, Hessen und Baden von 1952 bis 1954 firmiert das verbliebene Unternehmen am 29. September 1954 zur Essener Verkehrs-AG (EVAG) um, die wiederum am 1. September 2017 in Ruhrbahn umfirmierte.

## Von den Bachstein-Bahnen zur SEG
Der Eisenbahnunternehmer Herrmann Bachstein war als Betreiber, Eigentümer oder Teilhaber an Eisenbahnkonsortien an einer Reihe einzelner Straßenbahn- und Nebenbahnbetriebe beteiligt, in deren Konzessionen bereits die zukünftige Einbringung in Aktiengesellschaften vorgesehen war. Die Süddeutsche Eisenbahn-Gesellschaft AG wurde am 11. Februar 1895 in Darmstadt durch Übernahme dieser Bahnen mit Wirkung zum 1. April 1895 gegründet. Gründer waren die Bank für Handel und Industrie in Darmstadt, Herrmann Bachstein, der Bankier Karl Friedrich Hedderich, Johannes Kaempf und Baudirektor Karl Parcus. Die Aktienmehrheit übernahm die Bank für Handel und Industrie. Die Betriebsführung der eingebrachten Bahnen erfolgte rückwirkend zum 1. April 1894 auf Rechnung der SEG.
Vom Konsortium Bank für Handel und Industrie – Herrmann Bachstein wurden eingebracht:
Straßen- und Vorortbahnen (Spurweite 1000 mm)
- Darmstädter Dampfstraßenbahnen (Eröffnung 1886/1890)
- Mainzer Dampfstraßenbahn (Eröffnung 1891 / 1892)
- Mainzer Pferdebahn (Eröffnung 1883, 1889 Übernahme durch Eisenbahnkonsortium Bachstein)
- Dampfstraßenbahn Wiesbaden (Eröffnung 1889)
- Pferdebahn Wiesbaden (Eröffnung 1889)
- Nerobergbahn Wiesbaden (Zahnstangenstandseilbahn, Eröffnung 1888)
- Essener Straßenbahn (Eröffnung 1893)

Normalspurige Nebenbahnen (Spurweite 1435 mm)
- Osthofen-Westhofener Eisenbahn (Eröffnung 1888)
- Reinheim-Reichelsheimer Eisenbahn (Eröffnung 1887)
- Bahnstrecke Sprendlingen – Wöllstein – Fürfeld (Eröffnung 1888/1898)
- Bahnstrecke Worms–Offstein (Eröffnung 1886)
- Arnstadt-Ichtershausener Eisenbahn (Eröffnung 1885, Betriebsführung bis 1921 durch Centralverwaltung für Secundärbahnen Herrmann Bachstein)

Von Herrmann Bachstein wurden eingebracht:
- Ilmenau-Großbreitenbacher Eisenbahn (Eröffnung 1881 / 1883, Betriebsführung bis 1921 durch Centralverwaltung für Secundairbahnen Herrmann Bachstein)
- Hohenebra-Ebelebener Eisenbahn (Eröffnung 1883, Betriebsführung durch Centralverwaltung für Secundairbahnen Herrmann Bachstein)

Am 8. Dezember 1897 folgte die Erweiterung der SEG durch fünf Strecken im Großherzogtum Baden, die vom Badischen Eisenbahnkonsortium Bank für Handel und Industrie, W. H. Ladenburg und Söhne, Rheinische Kreditbank und Herrmann Bachstein stammten. Mit Wirkung zum 1. April 1897 wurden übernommen:
- Dreiecksbahn Mannheim – Heidelberg – Weinheim (Eröffnung 1887 / 1890 / 1891 / 1892)
- Karlsruher Lokalbahn (Eröffnung 1890 / 1891 / 1913)
- Bregtalbahn Donaueschingen – Furtwangen (Eröffnung 1892/1893)
- Kaiserstuhlbahn Gottenheim – Riegel am Kaiserstuhl – Breisach (Eröffnung 1894 / 1895)
- Obere Wiesentalbahn (Eisenbahn Zell – Todtnau) (Eröffnung 1889)

Dazu erwarb die SEG acht Straßenbahnstrecken im Stadt- und Landkreis Essen sowie im Landkreis Recklinghausen.
Nachdem die Mainzer Straßenbahn AG 1904 an die Stadt verkauft worden war, blieben noch die elektrischen Straßenbahnnetze in Essen und Wiesbaden bei der SEG. Im gleichen Jahr wuchs das Schienennetz noch um die von der SEG selbst gebauten normalspurigen Nebenbahnen:
- Hetzbach-Beerfeldener Eisenbahn (Eröffnung 1904)
- Selztalbahn Ingelheim – Jugenheim-Partenheim (Eröffnung 1904)

## Die Essener Straßenbahn dominiert
Nach dem Tod von Herrmann Bachstein 1908 übernahm der Großindustrielle Hugo Stinnes die SEG mit dem Ziel, über die von ihm kontrollierte RWE (Rheinisch-Westfälische Elektrizitätswerk AG) die elektrischen Straßenbahnen des Ruhrgebiets und anderer Großstädte sowie damit verbunden die gesamte westdeutsche Stromversorgung in die Hand zu bekommen. Im Jahre 1909 wurde die Rheinisch-Westfälische Bahn-GmbH (RWB) gegründet, die zahlreiche Straßenbahnbetriebe des Ruhrgebietes zusammenfasste und an der die Stadt Essen mit 48 %, der Kreis Essen mit 27 % sowie das Rheinisch-Westfälische Elektrizitätswerk (RWE) mit 25 % beteiligt waren. Die RWB übernahm als Holdinggesellschaft die SEG-Aktienmehrheit und Hugo Stinnes wurde bis zu seinem Tod 1924 Aufsichtsratsvorsitzender.
Durch die Konzentration auf elektrische Straßenbahnen wurden in den folgenden Jahren einige Bahnen aus der SEG ausgegliedert und in neu gegründete Gesellschaften überführt:
- 1911 ging die Dreiecksbahn Mannheim – Heidelberg – Weinheim an die Oberrheinische Eisenbahn-Gesellschaft (OEG), an der die SEG mit 26 % beteiligt war,
- 1912 wurde die Darmstädter Dampfstraßenbahnen mit den städtischen Straßenbahnen in die Hessische Eisenbahn-Aktiengesellschaft (HEAG) eingegliedert, an der die SEG mit 38 % beteiligt war.
- 1914 wurde die Karlsruher Lokalbahn an die Stadt Karlsruhe verkauft, nachdem die Gründung eines gemeinsamen Unternehmens gescheitert war.

1915 gab die Centralverwaltung ihre Beteiligung an der SEG auf und Herrmann Bachstein jun. schied aus dem Aufsichtsrat aus. Am 1. April 1916 umfasste der SEG-Konzern Nebenbahnen mit 216 km Länge, davon 37 km in Schmalspur. Ferner besaß er zwei bedeutende Straßenbahnbetriebe in Essen (71 km) und Wiesbaden (48 km) mit insgesamt 119 km meterspurigen Strecken.
- 1919 ging die Mainzer Dampfstraßenbahn an die Stadt Mainz über.

Im Jahre 1929 begann die SEG aufgrund von Differenzen mit der Stadt Wiesbaden, ihre Wiesbadener Straßenbahnlinien schrittweise stillzulegen, die schließlich 1943 an die Stadt Wiesbaden übergingen. So wurde die Essener Straßenbahn zum Kern der SEG, an der die Stadt Essen 1933 nunmehr 66 % der Aktien innehatte.

## Das SEG-Gesetz und der Niedergang der Nebenbahnbetriebe

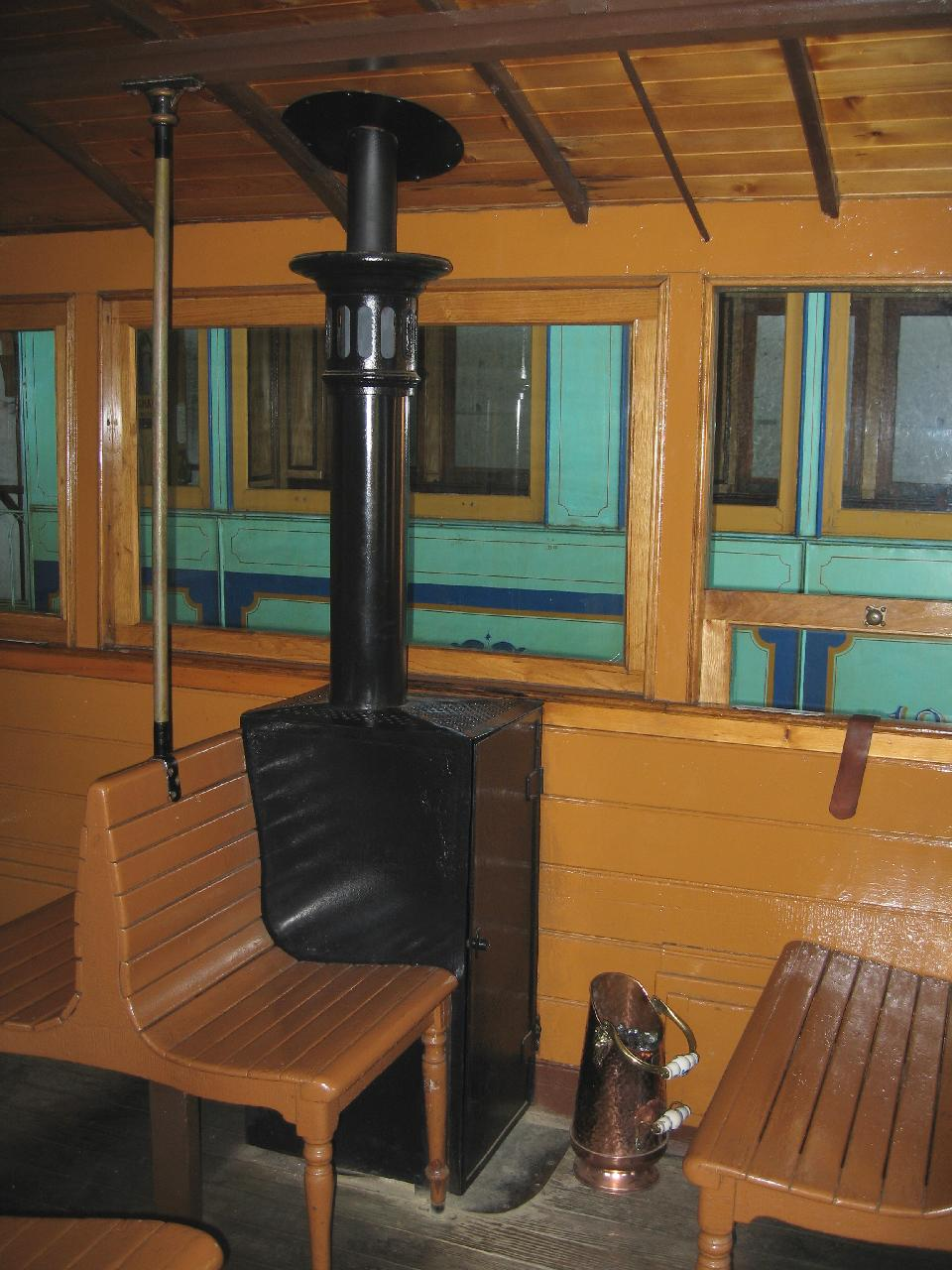
Innenansicht des meterspurigen Dritte-Klasse-Personenwagens Nr. 171 der SEG mit Kohleheizung (Kanonenofen)

Zur Rationalisierung des Betriebes führte die SEG auf mehreren schwächer frequentierten Strecken bereits ab 1925 den Triebwagenverkehr ein und zählt damit zu den Pionieren im Einsatz von Triebwagen mit Verbrennungsmotoren in Deutschland. Ebenfalls wurden schon früh Omnibusse im Schienenersatzverkehr und als Ergänzung der Nebenbahnen eingesetzt. Da die Nebenbahnbetriebe gegenüber den Straßenbahnen nur spärliche Einnahmen erzielten oder auch Verluste brachten, war die SEG bestrebt, die stets auf 50 Jahre befristeten Konzessionen der einzelnen Strecken nicht mehr zu verlängern. Sie bot dem Deutschen Reich die Übernahme der Worms-Offsteiner Bahn an, da deren Konzession als erste im Dezember 1936 auslaufen sollte. Dieses Angebot wurde mit dem Gesetz über die Verlängerung zeitlich begrenzter Genehmigungen von Eisenbahnen des öffentlichen Verkehrs vom 26. Juni 1936 beantwortet, nach dem der Weiterbetrieb durch Erlass vom Reichsverkehrsminister über das Ende der Konzessionsdauer angeordnet werden konnte. Dieses willkürliche und speziell gegen die SEG gerichtete Gesetz wird inoffiziell auch als „SEG-Gesetz“ oder „Lex SEG“ bezeichnet. Auf Grundlage dieses Gesetzes wurden per Erlass nach und nach die Konzessionen der einzelnen Nebenbahnen auf unbestimmte Zeit verlängert, sodass die SEG gezwungen war, alle Strecken weiter zu betreiben und gegebenenfalls deren Verluste selbst zu finanzieren, die durch Zuschüsse aus den Einnahmen der Essener Straßenbahn ausgeglichen werden mussten.
Nach dem Ende des Zweiten Weltkrieges wurde der damalige Essener Oberbürgermeister und spätere Bundespräsident Gustav Heinemann von 1945 bis 1949 Aufsichtsratsvorsitzender der SEG und blieb bis 1952 Aufsichtsratsmitglied. Als Folge der Währungsreform begannen die Nebenbahnbetriebe durch deutlich gestiegene Ausgaben teilweise hohe Verluste einzufahren. Ein weiterer Schlag gegen die SEG war die Enteignung und Verstaatlichung ihrer drei Thüringer Strecken (Arnstadt-Ichtershausener Eisenbahn, Hohenebra-Ebelebener Eisenbahn und Ilmenau-Großbreitenbacher Eisenbahn) in der Sowjetischen Besatzungszone im Jahre 1949, die ohne Entschädigung an die Deutsche Reichsbahn übergingen.
Im Gebiet der Bundesrepublik Deutschland setzte das Allgemeine Eisenbahngesetz vom 29. März 1951 gemäß § 9 das SEG-Gesetz von 1936 außer Kraft und bestimmte, dass die auf Grundlage dieses Gesetzes ausgesprochene Konzessionsverlängerungen am 31. Dezember 1952 erlöschen.
In Hessen wurde mit Inkrafttreten der Hessischen Verfassung von 1946 das an Schienen oder Oberleitungen gebundene Verkehrswesen in Gemeineigentum überführt (verstaatlicht), was auch die beiden hessischen SEG-Strecken Reinheim–Reichelsheim und Hetzbach–Beerfelden betraf. Da jedoch der Essener Hauptsitz der SEG nicht im Land Hessen lag, unterblieb aufgrund der unklaren Rechtslage zunächst die Verstaatlichung. Am 6. Juni 1952 urteilte der Hessische Staatsgerichtshof, dass beide Bahnen rückwirkend zum 1. Dezember 1946 dem Land Hessen zugesprochen wurden. Schließlich wurde die Reinheim–Reichelsheimer Strecke 1953 an das Land Hessen verkauft. Die Betriebsführung der beiden hessischen Strecken verblieb im Auftrag und auf Rechnung des Landes Hessen bis 1954 bei der SEG.
Die SEG verzichtete auf die Verlängerungen ihrer Konzessionen und konnte sich damit Ende 1952 von allen übrigen Nebenbahnbetrieben in Rheinland-Pfalz und Baden trennen. Nur die Konzessionen der zwei Strecken Hetzbach–Beerfelden sowie der Selztalbahn liefen regulär erst 1954 ab und wurden im Auftrag der übernehmenden Bundesländer bis zum Konzessionsablauf weiterhin von der SEG betrieben. Der einzige ehemalige SEG-Nebenbahnbetrieb, der bis heute noch mit vollständig erhaltener Strecke existiert und mit Güter- und Personenverkehr voll im Betrieb blieb, ist die Kaiserstuhlbahn.
Da nun nur noch die Straßenbahnen, deren Netz zeitweise mehr als 100 Kilometer umfasste, Omnibusse und seit 1949 auch Obusse in Essen zur SEG gehörten, firmierte die SEG seit dem 29. September 1954 als Essener Verkehrs-AG (EVAG), seit dem 1. September 2017 als Ruhrbahn. Dieser Betrieb besteht als Rechtsnachfolger der SEG mit normal- und meterspurigen Stadt- und Straßenbahnstrecken von 74 km Länge bis auf den heutigen Tag.

## Verbleib der SEG-Bahnen nach 1945
Thüringen
- Arnstadt-Ichtershausener Eisenbahn: 1949 Enteignung und Verstaatlichung der Strecke, an DR, Personenverkehr 1953 eingestellt, letztes Reststück 1996 eingestellt
- Hohenebra-Ebelebener Eisenbahn: 1949 Enteignung und Verstaatlichung der Strecke, an DR, Personenverkehr 1974 eingestellt
- Ilmenau-Großbreitenbacher Eisenbahn: 1949 Enteignung und Verstaatlichung der Strecke, an DR, letztes Reststück 1997 eingestellt

Rheinland-Pfalz
- Osthofen-Westhofener Eisenbahn (Gickelche): 1953 an Land Rheinland-Pfalz, DB-Betrieb, Einstellung 1958
- Bahnstrecke Sprendlingen–Fürfeld: 1953 an Land Rheinland-Pfalz, DB-Betrieb, 1959 an DB, letztes Reststück 1973 eingestellt
- Bahnstrecke Worms–Offstein: 1953 an Land Rheinland-Pfalz, DB-Betrieb, 1969 an DB, Einstellung 1976
- Selztalbahn (Frei-Weinheim – Ingelheim – Jugenheim-Partenheim): 1954 an Land Rheinland-Pfalz, DB, 1955 eingestellt

Hessen
- Reinheim-Reichelsheimer Eisenbahn: 1953 an Land Hessen, 1954 an DEG, 1955 Hessische Landesbahn, Einstellung des Personenverkehrs 1963 und Teilabriss, 1965 Reststück an Groß-Bieberau-Reinheimer Eisenbahn GmbH (GBRE), noch vereinzelter Verladeverkehr
- Hetzbach-Beerfeldener Eisenbahn: 1954 an Stadt Beerfelden, DB-Betrieb, 1964 eingestellt

Baden
- Kaiserstuhlbahn Gottenheim – Riegel – Breisach: 1953 an MEG, 1971 an SWEG
- Bregtalbahn Donaueschingen – Furtwangen: 1953 an MEG, 1971 an SWEG, Abschnitt Bräunlingen – Furtwangen 1972 eingestellt
- Obere Wiesentalbahn (Zell-Todtnauer Eisenbahn): 1953 an MEG, 1967 eingestellt

Nordrhein-Westfalen
- Essener Straßenbahn: 1954 Umfirmierung zur Essener Verkehrs-AG (EVAG), 2017 Umfirmierung zur Ruhrbahn.